# Base Jam
Base Jam is een pop/rockband uit Indonesië. De band werd in 1993 opgericht.
De leden spelen gitaar, basgitaar en keyboard.
De band draait al enige tijd mee, zij speelden vooral in hun beginjaren toen zij allen nog jong waren vrolijke pop/rockmuziek, maar door de jaren heen werden hun albums qua sound steeds serieuzer. Wel hebben zij altijd hun herkenbare geluid behouden.

## Bezetting
De band bestaat uit:
- Bambang Sutanto: drums
- Adon Saptowo: zang
- Ardi Isnandar: gitaar
- Sigit Wardana: zang
- Ardhini Citrasari: basgitaar
- Chistopher Bollemeyer: gitaar
- Intan Putri Werdiniadi: keyboard
- Adnil Faisal: gitaar

## Discografie
- Bermimpi (1996)
- Base Jam 2 (1997)
- Base Jam Ti3a (1998)
- Singergi Base Jam 4 (2000)
- Dari Hati (2001)
- The Best of base Jam 1996 - 2002 (2002) (ook verschenen als VCD)

## Trivia
- Op de cover van hun album The Best of Base Jam staat "1993 - 2002", maar op de achterkant staat "1996 - 2002". Toen maakten zij pas hun eerste muziekvideo.
- Enkele grote hits waren "Bermimpi" (1996), "Angin" (2000)